# سيلفيا جوديث برتراند
سيلفيا جوديث برتراند (بالإنجليزية: Sylvia Judith Bertrand)‏ هي قاضية ومحامية دومينيكاوية، ولدت في 1930 في Portsmouth, Dominica ‏ في دومينيكا، وتوفيت في 7 يونيو 2009 في روسو في دومينيكا.